# Bassianus z Lodi
Svatý Bassianus z Lodi (4. století? - 413) byl italský biskup.

## Život
Narodil se asi roku 320 v Syrakusech na Sicílii.
Odešel studovat do Říma, kde se nechal proti vůli svých rodičů pokřtít knězem Giordanem. Jeho otec jej nutil vzdát se křesťanství, což odmítl a uprchl za svým příbuzným Ursem, který byl biskupem Ravenny. Později se stal poustevníkem u baziliky sv. Apolináře v Classe.
Asi roku 323 přijal biskupské svěcení z rukou svatého Ambrože a Ursa z Ravenny a stal se biskupem diecéze Lodi. Jako biskup nechal postavit kostel zasvěcený svatým apoštolům a vysvětil ho za přítomnosti svatého Ambrože a Felixe z Coma. Zúčastnil se koncilu v Aquileji roku 381 a pravděpodobně a koncilu v Miláně roku 390.
Zemřel asi roku 413.
Jeho svátek se připomíná 19. ledna.